# Crossodactylodes itambe
Crossodactylodes itambe es una especie de anfibio anuro de la familia Leptodactylidae.

## Distribución geográfica
Esta especie es endémica del estado de Minas Gerais en Brasil. Se encuentra en el Parque Estatal del pico Itambé.

## Etimología
El nombre de la especie le fue dado en referencia al lugar de su descubrimiento, el Parque Estatal del pico Itambé.

## Publicación original
- Barata, Santos, Leite & Garcia, 2013: A new species of Crossodactylodes (Anura: Leptodactylidae) from Minas Gerais, Brazil: first record of genus within the Espinhaço Mountain Range. Zootaxa, n.º 3731, p. 552–560.[3]